# Pointe de Nyon
La pointe de Nyon est un sommet des Préalpes françaises culminant à 2 019 mètres d'altitude, dans le massif du Chablais, sur la commune de Morzine en Haute-Savoie. Un télésiège est installé sur ses pentes, permettant d'accéder facilement au sommet en hiver et en été. Sur le versant nord se trouve la cascade de Nyon.

## Toponymie
Selon Jean-Philippe Buord et Cyriel Souvy, le mot « Nyon » viendrait du terme latin « noviodunum », signifiant « nouvelle forteresse », en référence à une ancienne localité celtique qui aurait existé sur le plateau.